# Titanic Engineers' Memorial
Cet article concerne le mémorial de Southampton. Pour le mémorial de Liverpool, voir Memorial to the Engine Room Heroes of the Titanic.
Le « Titanic » Engineers’ Memorial (« Mémorial aux ingénieurs du Titanic ») est un mémorial de Southampton dédié aux mécaniciens du Titanic, qui ont tous péri dans le naufrage du paquebot dans la nuit du 14 au 15 avril 1912. Le monument a été inauguré le 14 avril 1914, deux ans après le drame, devant une foule estimée à 100 000 personnes.